# Строфоида
Строфоидата е вид равнинна алгебрична крива с уравнение в декартови координати {\displaystyle y^{2}=x^{2}{\frac {a+x}{a-x}}} при {\displaystyle a\neq 0} и полярни координати {\displaystyle \rho =-a{\frac {cos2\varphi }{cos\varphi }}}.
Получава се като се фиксира точка X върху абсцисната ос, с координати (-a, 0) и през нея се прекара права, пресичаща ординатната ос в точка Y. Върху правата XY съществуват точки P и Q, такива че YP = YO = YQ, където O е началото на координатната система. Така при движение на точка Y по цялата ординатна ос съответните ѝ точки P и Q описват цялата крива.
Кривата е симетрична относно абсцисната ос. Ролята на нейна асимптота играе правата {\displaystyle x=a}. В точка O строфоидата има двойна точка и допирателните в нея са взаимно перпендикулярните прави {\displaystyle y_{1,2}=\pm x}.
Лицето на областта, заградена от примката, е равно на {\displaystyle S_{1}=2a^{2}-\pi {\frac {a^{2}}{2}}}, а лицето на повърхнината между кривата и асимптотата е равно на {\displaystyle S_{2}=2a^{2}+\pi {\frac {a^{2}}{2}}}.
За първи път кривата е конструирана и изследвана от Еванджелиста Торичели през 1645 г. и от Айзък Бароу през 1670 г. Получава името си през 1846 г. от Монтучи, в превод от латински „с формата на усукан колан“. Френският математик Жил Робервал достига до кривата по друг начин – използвайки сечение на конус с равнина. Когато равнината се върти около допирателна в неговия връх, геометричното място на фокуса на коничното сечение образува строфоида.